# Teodot II (patriarcha Konstantynopola)
Teodot II, gr.  Θεόδοτος Β΄ (ur. ok. 1070, zm. w październiku 1153) – ekumeniczny patriarcha Konstantynopola w latach 1151–1153.

## Życiorys
Był patriarchą od marca lub kwietnia 1151 do swojej śmierci w październiku 1153 r.